# Graciela Pesce
Graciela Pesce (Buenos Aires, Argentina, 23 de noviembre de 1961 - 23 de marzo de 2020) fue una cantautora y docente argentina. Creadora del Proyecto Tango para Chicos, orientado a difundir del tango entre los niños, una línea artística en la que es pionera. Es conocida en el medio tanguero como "la maestra jardinera del tango".

## Biografía
En la década de 1980 se recibió de maestra jardinera y profesora de música. A comienzos de la década de 1990, tuvo una experiencia con su hijo, en la que éste le dijo que no le gustaba el tango porque no entendía la letra. Eso la hizo reflexionar y decidió escribirle un tango especialmente para él y luego a explorar formas expresivas del tango que permitieran relacionarlo con los niños.
En 1998 publicó su primera obra, el disco Tango para chicos -Vol 1, con la participación de Julia Zenko, que mereció el Premio Octubre.
Poco después organizó con Daniel Yarmolinski un sitio web llamado Boletín de Tango para Chicos Bulebú con Soda, que en 2013 seguía en actividad y que logró los auspicios de los ministerios de Educación y de Cultura de la Ciudad de Buenos Aires, el Foro Latinoamericano de Enseñanza Musical y la Academia Porteña del Lunfardo.
En 2005 publicó el libro Bulebú con Soda (Tango para ofrecer a los chicos), publicado por la Editorial Corregidor, también con Daniel Yarmolinski- que incluye un disco. Allí se encuentran relatos de clima tanguero, como tales como "El organito, un volantero del tango", "El himno y El choclo", "Los duendes porteños", "Un tango en Navidad", "Gardel también ataja", entre otros, así como las letras de sus tangos y milongas.
En 2007 lanzó el Proyecto Tango Para Chicos con el auspicio de la Academia Nacional del Tango de la República Argentina.
En 2011, su álbum Tango para chicos y sus hermanos -Vol 4, editado el año anterior, fue nominado en la categoría Mejor Álbum Infantil de los Premios Gardel. En 2012 la Legislatura de la Ciudad de Buenos Aires declaró de interés cultural de la Ciudad las actividades que desarrolla el Proyecto Tango para Chicos.

## Características de su obra
De la obra de Graciela Pesce se ha dicho que se trata de un estilo inédito en el género. La Academia Nacional del Tango de la República Argentina, en su órgano de prensa "El Chamuyo" (N.º 82), la llamó "La maestra jardinera del tango", y el investigador e historiador del tango, Roberto Selles, en su libro Historia de la milonga dice que "sistematizó la difusión del tango y la milonga, entre la gente menuda".
Por su parte, el poeta Héctor Negro, en la contratapa del libro Tango para chicos, letras y relatos (2011) se pregunta:

¿Quién hubiese imaginado en las primigenias etapas de esta música de origen orillero, producto de la inventiva y creatividad de aquellos compadritos divertidos y alardeadores, que alguna vez sus letras serían dedicadas a los chicos para que las escuchen, las canten y se encuentren con retazos de sus mundos inasibles?. Graciela Pesce encaró esa posibilidad con mucho de desafío y la resolvió airosamente. No escribió “Tangos infantiles”. Escribió “para los chicos”, con elementos de ese mundo escurridizo que ya mencionamos, con mucho de ingenuidad que roza una diáfana poesía, que como tal se dirige a todos los destinatarios posibles del género humano, chicos o no.
Héctor Negro

El tango "Maxiquiosco" es una ejemplo de la cotidianeidad urbana de los niños y niñas que busca Pesce en sus composiciones:

Maxiquiosco me enteré
y casi me muero,
tengo noches de desvelo,
no me puedo consolar,
no serás ya la razón de nuestras vidas,
no tendremos caramelos
porque te harás “laverrap”.
Maxiquiosco (Graciela Pesce)

## Obra

### Discografía
- Tango para chicos -Vol 1, (1998), con la participación de Julia Zenko. Discográfica: M&M
- Tango para chicos -Vol 2, (2004) con la participación de Juan Carlos Baglietto, Patricia Barone, Lidia Borda. Discográfica: M&M
- Tango para chicos en los Jardines -Vol 3 (2007), con la participación del Maestro Leopoldo Federico, Lidia Borda y Eduardo Smitd. Discográfica: Típica Records. En septiembre de 2012 fue reeditado Gobi Music.
- Tango para chicos y sus hermanos -Vol 4 (2010) con la  participación de Jairo. Editado por Gobi Music.

### Televisión
Durante los años 2001 y 2002, a través del Proyecto de Tango para Chicos, produjo 24 microprogramas emitidos por la señal Solo Tango, convirtiéndose en el primer programa televisivo de la historia dirigido a niños.

### Video
El 10 de febrero de 2009, Tango para Chicos finalizó "Dinotango", es el primer video para chicos basado en un tango canción del CD "Tango para chicos en los jardines Vol. 3" y el 26 de julio de 2011 quedó finalizado "Dalmiro", el segundo video basado en otro tango de Graciela Pesce perteneciente al 4.º CD. Ambos videos fueron realizados por Pablo Ferreyra.

### Libros
- Bulebú con Soda (Tango para ofrecer a los chicos), con Daniel Yarmolinski-, libro que incluye un disco, publicado por la Editorial Corregidor (2005).
- Tango para chicos (Letras y relatos), con Daniel Yarmolinski e ilustraciones de Marcela Troncoso. Editorial Corregidor (2011). Una selección de letras de tangos de Graciela Pesce, con relatos de Daniel Yarmolinski y 20 ilustraciones de Marcela Troncoso. Cuenta con palabras de Héctor Negro y prólogo de Graciela Zanini.
- Selección de Tango para Chicos para la Campaña Nacional de Lectura 2005, donde se incluyeron letras de canciones "¡Te dije mamá, te dije!", "Ya crecí de golpe má" y "Che rezongón", Ministerio de Educación de la Nación.
- Tango: Diplomático útil, famoso y acreditado. Nov. del 2006. (Escuela Itinerante de capacitación docente), Ministerio de Educación de la Nación.
- Pero conozco un tango... (En aquel perdido rincón del mundo), 2008, Comunicación Académica Nº1642, Academia Porteña del Lunfardo.

## Premios y distinciones
- 1.er Premio de la "Fundación Octubre" por el álbum Tangos para Chicos (1998).
- La Legislatura de la Ciudad Autónoma de Buenos Aires le otorgó a Graciela Pesce el reconocimiento “por su valioso aporte al cancionero de la Educación Inicial” (2005)
- 2.º Premio "Centenario Doltó", Fundación por la Causa de los Niños Casa Verde (2008).
- Premio Gobbi de Oro, otorgado por la Academia Nacional del Tango a Graciela Pesce y Daniel Yarmolinski (2009)
- Orden del Buzón, otorgada en 2010 por el Museo Manoblanca a Graciela Pesce y Daniel Yarmolinski por Tangos para Chicos.